# Ołeksandr Dowbij
Ołeksandr Petrowycz Dowbij, ukr. Олександр Петрович Довбій, ros. Александр Петрович Довбий, Aleksandr Pietrowicz Dowbij (ur. 28 września 1953 w Charkowie, zm. 11 marca 2023 tamże) – ukraiński piłkarz, grający na pozycji napastnika, trener piłkarski.

## Kariera piłkarska

### Kariera klubowa
Karierę piłkarską rozpoczął w Łokomotywie Chersoń. Potem występował w klubie Frunzeneć Sumy, skąd w 1975 przeszedł do Metalista Charków. W latach 1976–1978 bronił barw wojskowego klubu SKA Kijów, po czym w czerwcu 1978 roku zasilił skład wyższoligowego Czornomorca Odessa. W 1979 powrócił do Metalista Charków, a w 1983 zakończył karierę piłkarską w zespole Frunzeneć Sumy.

### Kariera trenerska
Po zakończeniu kariery piłkarskiej w latach 1983-1989 pracował jako wykładowca Wydziału Piłki Nożnej w Charkowskiej filii Państwowego Uniwersytetu Kultury Fizycznej w Kijowie oraz jako trener-wykładowca w Państwowej Wyższej Szkole nr 1. W latach 1990–1991 pomagał trenować Metalist Charków, a od listopada 1993 do kwietnia 1994 samodzielnie prowadził Metalist. W sezonie 1994/95 pomagał trenować Chimik Żytomierz. Potem trenował Naftowyk Ochtyrka, Zirka Kirowohrad, Worskła Połtawa i Spartak Sumy. W 2002 wyjechał do Rosji, gdzie pracował w sztabie szkoleniowym Anży Machaczkała i Sokoła Saratów. We wrześniu 2003 objął stanowisko głównego trenera Zorii Ługańsk. W sezonie 2004/05 trenował FK Charków-2, a w następnym Hazowyk-ChHW Charków. W marcu 2009 został mianowany na głównego trenera mołdawskiego klubu Olimpia Bielce.

## Sukcesy i odznaczenia

### Sukcesy klubowe
- mistrz Pierwszej ligi ZSRR: 1981
- brązowy medalista Pierwszej ligi ZSRR: 1980
- zdobywca Pucharu Ukraińskiej SRR: 1976

### Odznaczenia
- tytuł Mistrza Sportu ZSRR: 1980